# ییتکا اشنایدرووا
ییتکا اشنایدرووا (چکی: Jitka Schneiderová؛ زادهٔ ۲۳ مارس ۱۹۷۳) بازیگر اهل جمهوری چک است.
از فیلم‌ها یا مجموعه‌های تلویزیونی که وی در آن‌ها نقش داشته‌است، می‌توان به بندر و «گم‌شده در مونیخ» اشاره نمود.